# Spilosmylus navasi
Spilosmylus navasi är en insektsart som beskrevs av Tim R. New 1989. Spilosmylus navasi ingår i släktet Spilosmylus och familjen vattenrovsländor. Inga underarter finns listade i Catalogue of Life.